# Václav Seidl
Václav Seidl, též Vácslav Seidl (20. února 1823 Praha Písek – 19. prosince 1903 Jindřichův Hradec), byl rakouský právník a politik české národnosti z Čech, v 60. letech 19. století poslanec Českého zemského sněmu.

## Biografie
Narodil se v pražské měšťanské rodině. Jeho otec Václav Seidl byl sládkem a majitelem pivovaru U Splavínů. Václav Seidl absolvoval gymnázium, vystudoval práva a nastoupil jako soudní adjunkt k okresnímu soudu v Klatovech. Během revolučního roku 1848 byl společně se svým otcem veřejně činný. Patřil mezi přátele Karla Havlíčka Borovského, Karla Sladkovského, později i bratří Grégrů. Město Klatovy mu udělilo čestné občanství.
Po obnovení ústavního systému vlády počátkem 60. let se zapojil i do politického života. V zemských volbách v Čechách roku 1861 byl zvolen na Český zemský sněm, kde zastupoval kurii městskou, obvod Klatovy, Domažlice. Byl tehdy uváděn jako oficiální český kandidát ((Národní strana, staročeská). Mandát obhájil ve volbách v lednu 1867 a volbách v březnu 1867. Na sněmu předložil návrh na úplnou jazykovou rovnost češtiny a němčiny. Na mandát rezignoval z osobních důvodů před srpnem 1868.
I potom ale zůstal veřejně a politicky aktivním. Díky přátelství s bratry Grégrovými se stal členem Národní strany svobodomyslné (mladočeské). Vystoupil ze státní služby a působil jako advokát. Byl autorem myšlenky na veřejnou (zlatkovou) sbírku na obnovu Národního divadla po jeho požáru. Podílel se na mladočeské agitaci proti punktacím. Byl členem Ústřední matice školské.
Zemřel v prosinci 1903 po krátké nemoci.